# سیمیلاروب
سیمیلار وب (انگلیسی: SimilarWeb)، یک شرکت توسعه نرم افزار و تجمیع داده های اسرئیلی است که متخصص در آنالیز وب است . دفتر مرکزی این شرکت در گیواتائیم در اسرائیل است و دارای ۱۲ اداره در سراسر جهان میباشد. این شرکت اطلاعاتی را در قالب خدمات به مشتریانش می‌دهد. این اطلاعات شامل میزان بازدید و مقدار ترافیک وبسایت، منابع و سایر اطلاعات از این دست می‌شود.

## تاریخچه
این شرکت در سال ۲۰۰۷، در تلاویو، اسرائیل پایه‌گذاری شد. در سال ۲۰۰۹ میلادی، وب‌سایت، نخستین سیدکمپ اسرائیلی خود را به دست آورد و توجه‌های بین‌المللی را متوجه خود کرد.